# Photis trapherus
Photis trapherus är en kräftdjursart som beskrevs av Thomas och J. L. Barnard 1991. Photis trapherus ingår i släktet Photis och familjen Isaeidae. Inga underarter finns listade i Catalogue of Life.